# Jedan dan Ivana Denisoviča
"Jedan dan Ivana Denisoviča" (ruski Оди́н день Ива́на Дени́совича; Odin den' Ivana Denisovicha) ruski je roman kojeg je 1962. napisao Aleksandar Solženjicin. Radnja prati jedan dan u životu naslovnog junaka, zatvorenika osuđenog na robiju od 10 godina u gulagu negdje u azijskom dijelu Sovjetskog Saveza 1951. Radnja se zasniva na autobiografskim iskustvima samog autora koji je proveo 8 godina u gulagu zbog vrijeđanja Staljina u jednom pismu. Roman je znakovit po tome što je bio prvo rusko književno djelo koje je otvoreno progovorilo o toj tabu temi. Izbjegnuta je cenzura zahvaljujući što je na snazi bilo rušenje Staljinova kulta ličnosti.
Nakon što je roman objavljen u časopisu Novi mir, odmah je rasprodan u 95.000 primjeraka. Nancie Metro je u svojem eseju napisala da je tema romana čuvanje ljudskog dostojanstva i integriteta u teškim okolnostima. Po knjizi je 1970. snimljen istoimeni film koji je režirao Caspar Wrede u britansko-norveškoj koprodukciji.

## Radnja
Ivan Denisovič Šuhov budi se iz svojeg kreveta u radnom logoru u Aziji nakon što je čuo poziv na ustajanje u pet ujutro. Zima je 1951. U veljači 1942., tijekom Njemačke invazije Sovjetskog Saveza, njemački vojnici zarobili su Šuhova u šumi, no on je uspio pobjeći s još četvoricom. Probili su se natrag do svoje vojske te pohvalili da dolaze iz njemačkog zarobljeništva, na što su ih odmah optužili da su špijuni i osudili na 10 godina rada u gulagu. On je sada član 104. radne brigade te im je zadatak taj dan otići u gradnju radionica na novi objekt, "Soc-gradić", komunalni centar usred golog polja. No prije nego što će išta raditi, moraju kopati jame i zabijati stupove za bodljikavu žicu. No Šuhova tog jutra hvata zima i teško mu je ustati, pa za kaznu što kasni dobiva zadatak oribati pod u upravnoj zgradi. Na snazi je pravilo da na -40 stupnjeva Celzijevih logoraši ne moraju ići raditi, no vani je samo -25. Šuhov odlazi doktoru kako bi dobio ispriku zbog slabosti, no tamo biva obaviješten da je već popunjena kvota za bolesne zatvorenike. Šuhov za vrijeme doručka sakrije dio kruha u krevetu a dio u kaputu kako bi imao rezerve za ručak i večeru. Nakon toga, 104. i brigadir Tjurin odlaze sa stražarima do lokacije gdje će raditi. U 6:30 ujutro počinju s radom koji traje 11 sati. 
Neki moraju donijeti žbuku, neki prave cement, neki čiste snijeg oko termoelektrane, neki pale vatru dok su Šuhov i Kiljdigs dobili zadatak zidati na prvom katu. Tijekom posla s kolegama, Šuhov razmišlja kako je u bivšem logoru, Ust-Ižmi, smio pisati svaki mjesec svojoj ženi, no da u ovom logoru voditelji ne gnjave logoraše prekovremenim radom. Intelektualac Cezar dva puta mjesečno dobiva pakete jer je "podmazao sve koje treba" te radi kao pomoćnik u kancelariji. Nakon ručka, nastao je incident kada je kontrolor Der prigovarao i prijetio Tjurinu jer je stavio ter-papir na prozore, no ovaj mu je zaprijetio ako išta kaže pa je Der odustao od prijave. Kada je bilo vrijeme prekida rada i odlaska, Šuhov i gluhi Senka malo su se zadržali kako bi zazidali do kraja, a potom potrčali prema vratima. Tamo su ih stražari izbrojali te otkrili da zapravo kasni jedan Moldavac, zbog čega je cijela brigada morala čekati. Natrag u logoru, Šuhov je čekao u redu za pakete za Cezara te za nagradu dobio njegovu čorbu za večeru, pošto je ovaj dobio bogatu hranu. Naposljetku, Šuhov je otišao u krevet zadovoljan. Zadnji redak romana je:
| „ | "Takvih je dana, od početka do kraja njegove kazne, bilo 3.653. Ona tri dana viška - to je zbog prijestupnih godina..." | ” |
|   | |   | 

## Nastanak
Nakon što je proveo 8 godina u gulagu, od 1945. do 1953., Solženjicin je počeo pisati roman 1957. 1962. je predao manuskript časopisu Novy Mir. Urednik Aleksandar Tvardovski je bio impresioniran pričom te ju je poslao Središnjem odboru komunističke partije Sovjetskog Saveza radi odobrenja jer su do tada Sovjetski pisci smjeli samo napomenuti logore. Priču je pročitao Nikita Hruščov te ju je odobrio, usprkos protivljenju nekolicine visokih dužnosnika s vrha komunističke partije.  Tvardovski je potom objavio roman u studenom 1962.
Radni logor opisan u knjizi bio je isti u kojem je neko vrijeme prebivao Solženjicin dok je služio svoju kaznu, a nalazi se u Karagandi, na sjeveru Kazahstana.

## Vanjske poveznice
- Cijeli roman na engleskom